# Морганукодоны
Морганукодоны (лат. Morganucodonta) — отряд ранних маммалиаформ, существовавших с позднего триаса до средней юры. Представлен двумя семействами: Morganucodontidae (6 родов) и Megazostrodontidae (4 рода). Ещё 5 родов имеют неопределённое систематическое положение. Наиболее полно изученные представители среднемезозойской фауны маммалиаформ (млекопитающих и родственников). Представители отряда обнаружены в мезозойских отложениях Южной Африки, Западной Европы, Северной Америки (Аризона) и Китая.

## Анатомия

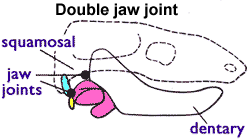
Схема строения черепа морганукодонов

Представителями морганукодонов были животные размером с крысу (длина черепа около 3 см), весили до 30—50 г. В сравнении с современными млекопитающими сходных размеров, голова у Morganucodonta была относительно крупной, а конечности — более тонкими. В посткраниальном скелете чётко различаются грудной (с рёбрами) и поясничный (без рёбер) отделы позвоночного столба. Строение позвонков указывает на то, что при передвижении морганукодоны, как все маммалиаформы и в отличие от рептилий, изгибали позвоночник в вертикальной, а не горизонтальной плоскости. Лопатка сохраняет примитивное строение. На основании косвенных данных предполагается наличие сумчатых костей, очевидно, унаследованных от рептильных предковых форм — тритилодонтов.
В строении черепа примечательны следующие особенности. Вторичное костное нёбо длинное, занимает не менее половины длины черепа, над ним лежит обширная носовая полость с неразвитыми ещё nasoturbinalia. Основание мозговой камеры широкое, причём ямка челюстного сустава смещена каудально почти до затылочных мыщелков. Внутреннее костное ухо целиком сформировано из каменистой кости, с увеличенной по сравнению с цинодонтами улиткой, но ещё не завитой спирально. Слуховой буллы не было, барабанная перепонка была довольно крупной. Нижняя челюсть почти целиком состоит из зубной кости, которая образует крупные венечный и сочленовный отростки. Однако с медиальной стороны челюсти сохранено несколько постдентальных костей, свойственных цинодонтам, хотя и сильно редуцированных в размерах. В частности, сочленовная кость вместе с зубной формирует нижнечелюстной мыщелок. Характерны вырез задненижнего края нижней челюсти и желобок на месте причленения постдентальных костей: именно они, сохраняясь у многих дотериевых маммалиаформ, позволяют судить об отсутствии костного среднего уха. Ветви нижней челюсти были подвижно сочленены. Зубная формула у морганукодонов была следующей: {\displaystyle I{\frac {5}{4}}C{\frac {1}{1}}P{\frac {4}{4}}M{\frac {4}{4}}.} Зубной ряд чётко дифференцирован на отделы. Резцы, клыки и предкоренные были одновершинными, менялись при онтогенезе как минимум дважды, более сложно устроенные моляры имели только одну генерацию. Каждый коренной зуб был с одной главной и двумя второстепенными вершинами, эти три вершины расположены почти на прямой линии. Вдоль основания коронки расположен ряд мелких бугорков, образующий «воротничок» (cingulum) — внутренний на верхних молярах и внешний на нижних.

## Образ жизни
По размерам и пропорциям тела морганукодоны больше всего напоминают современных землероек и их аналогов среди сумчатых. Это предполагает и сходный образ жизни, и уровень метаболизма. Они уже были эндотермными, хотя температура тела у них была, вероятно, ниже, чем у зверей, около 30—32 °С. По всей видимости, Morganucodonta вели ночной образ жизни, а днём находились в норах. Рацион состоял, по-видимому, из насекомых и других мелких животных. Скорее всего, откладывали яйца.

## Классификация
Отряд Morganucodonta Kermack, Mussett & Rigney 1973 sensu Kielan-Jaworowska, Cifelli & Luo 2004
- incertae sedis

- † Bridetherium dorisae Clemens 2011
- † Cifellilestes ciscoensis Davis et al. 2022
- † Hallautherium schalchi Clemens 1980
- † Paceyodon davidi Clemens 2011
- † Purbeckodon batei Butler, Sigogneau-Russell & Ensom 2012
- † Rosierodon anceps Debuysschere, Gherrbrant & Allain 2014

- † Megazostrodontidae Cow 1986 sensu Kielan-Jaworowska, Cifelli & Luo 2004

- † Wareolestes rex Freeman 1979

- † Brachyzostrodon Sigogneau-Russell 1983a

- † B. coupatezi Sigogneau-Russell 1983a
- † B. molar Hahn, Sigogneau-Russell & Godefroit 1991

- † Megazostrodon Crompton & Jenkins 1968

- † M. rudnerae Crompton & Jenkins 1968
- † M. chenali Debuysschere, Gherrbrant & Allain 2014

- † Morganucodontidae Kühne 1958

- † Gondwanadon tapani Datta & Das 1996
- † Holwellconodon problematicus Lucas & Hunt 1990
- † Indotherium pranhitai Yadagiri 1984 [Indotherium Yadagiri 1984 non Kretzoi 1942; Indozostrodon Datta & Das 2001; Indozostrodon simpsoni Datta & Das 2001 sensu Prasad & Manhas 2002]
- † Helvetiodon schuetzi Clemens 1980 [Helveticodon Tatarinov 1985]
- † Erythrotherium parringtoni Crompton 1964

- † Eozostrodon Parrington 1941 [Morganucodon Kühne 1949]

- † E. parvus Parrington 1941 [Eozostrodon problematicus Parrington 1941; Morganucodon parvus (Parrington 1941)]
- † E. watsoni (Kühne 1949) [Morganucodon watsoni Kühne 1949]
- † E. oehleri (Rigney 1963) [Morganucodon oehleri Rigney 1963]
- † E. heikuopengensis Young 1978 [Morganucodon heikuopengensis (Young 1978)]
- † E. peyeri (Clemens 1980) [Morganucodon peyeri Clemens 1980]

- † Likhoeletherium Ellenberger 1970 (nomen nudum)

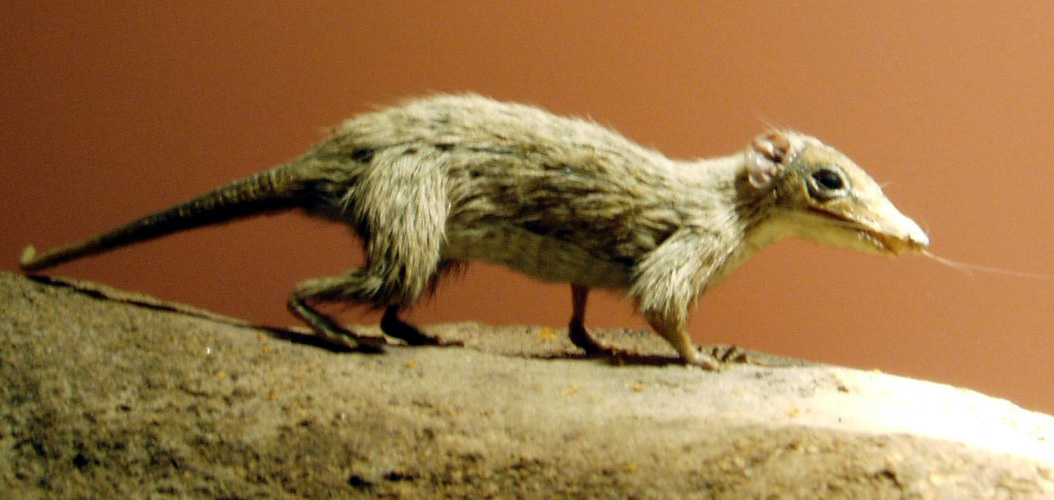
Модель Megazostrodon